# Ayacucho FC
Ayacucho Fútbol Club is een Peruviaanse voetbalclub uit Ayacucho. De club werd opgericht op januari 1958. De thuiswedstrijden worden in het Estadio José Picasso Peratta gespeeld, dat plaats biedt aan 15.000 toeschouwers. De clubkleuren zijn wit-rood.

## Erelijst
- Segunda División:

Winnaar (1): 2004
Runner up (1): 2008
Academia Cantolao · 
Alianza Lima · 
Alianza Universidad · 
Ayacucho · 
Binacional · 
Carlos Mannucci · 
CD Unión Comercio · 
Deportivo Municipal · 
FBC Melgar · 
Pirata FC · 
Real Garcilaso · 
Sport Boys · 
Sport Huancayo · 
Sporting Cristal · 
Universidad César Vallejo · 
Universidad San Martín de Porres · 
Universidad Técnica · 
Universitario de Deportes